# جيك اندروز
جيك اندروز (بالإنجليزية: Jake Andrews)‏ هو مغني وكاتب أغاني أمريكي، ولد في 16 أبريل 1980.

## وصلات خارجية
- جيك اندروز على موقع ميوزك برينز (الإنجليزية)
- جيك اندروز على موقع أول ميوزيك (الإنجليزية)
- جيك اندروز على موقع ديسكوغز (الإنجليزية)